# Iris orientalis
Il giaggiolo orientale (Iris orientalis Mill.) è una pianta appartenente alla famiglia delle Iridacee.

## Descrizione
La pianta ha foglie lanceolate, mentre i fiori sono bianchi e contornatati di giallo.

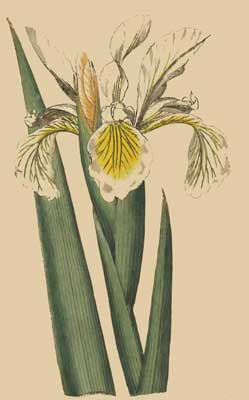
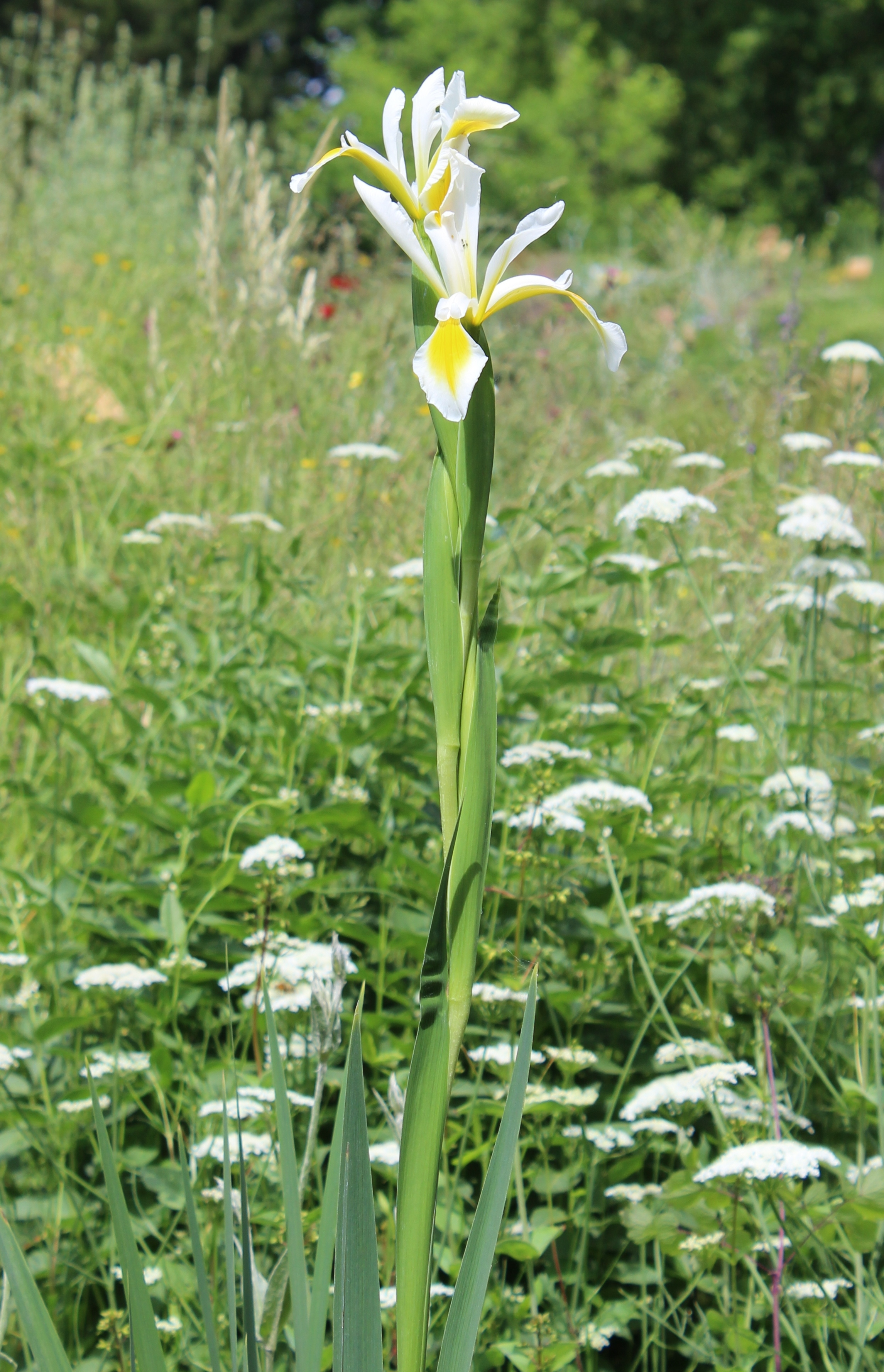
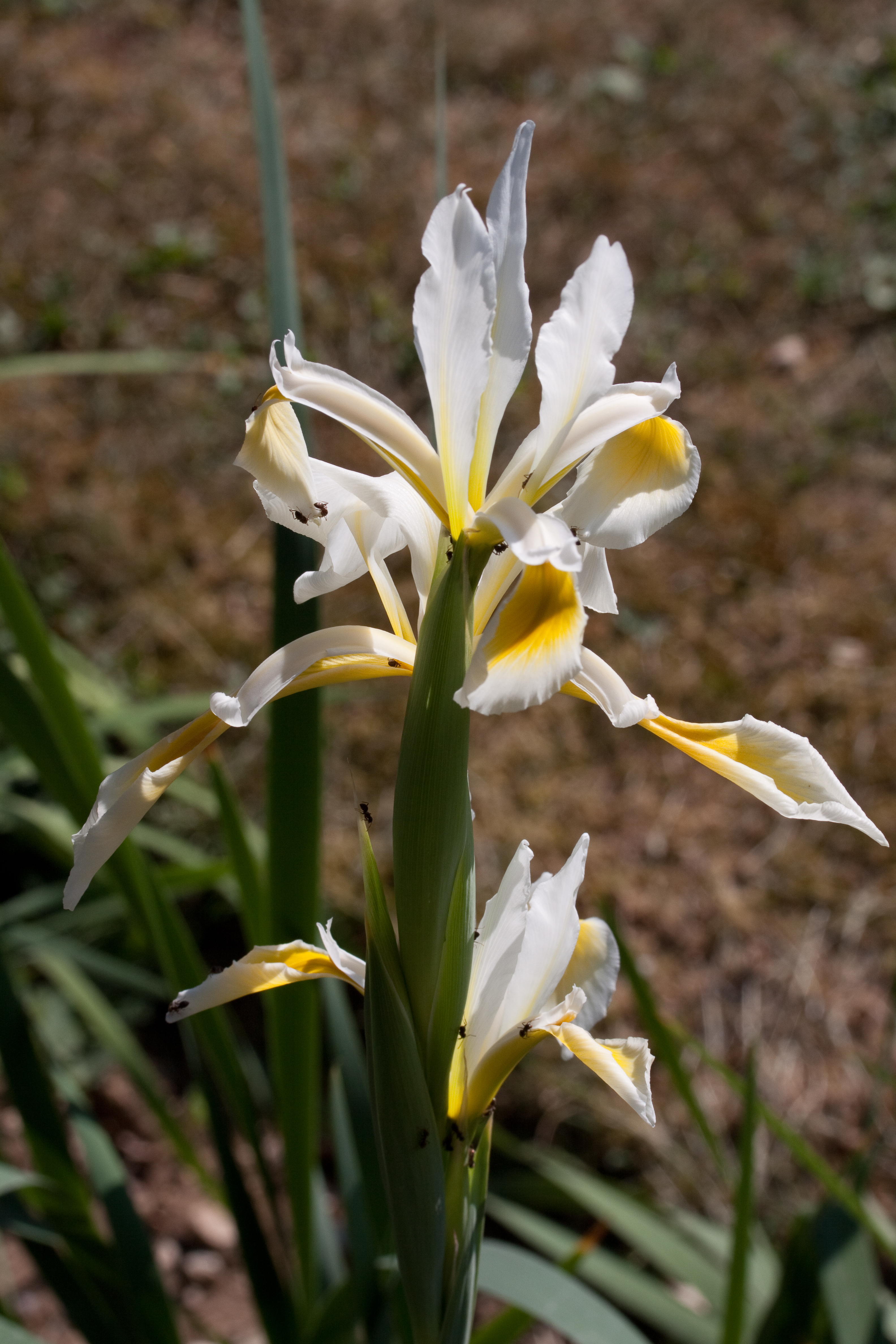
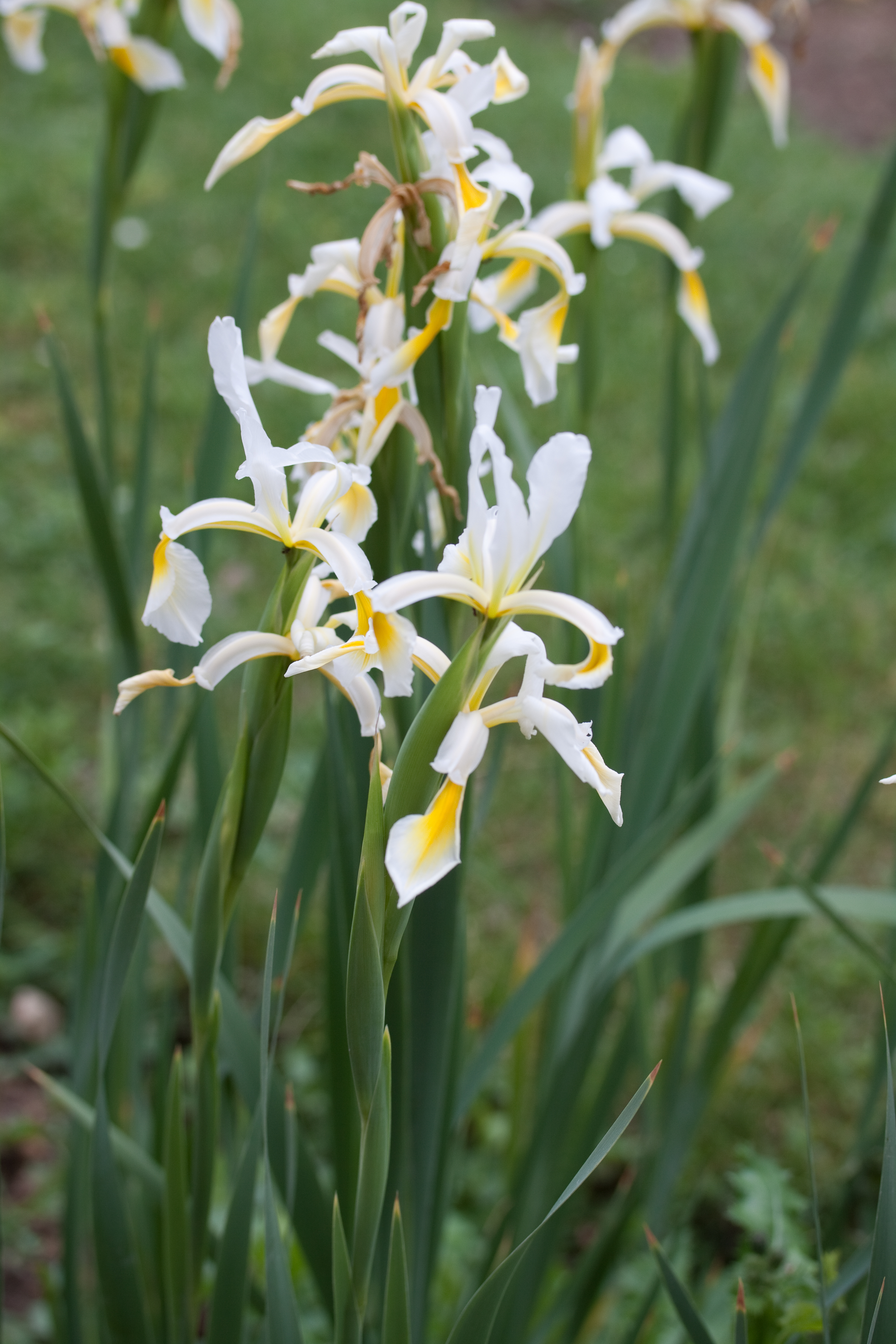

## Distribuzione e habitat
La specie è diffusa in Grecia e Turchia.